# AAF QB Draft 2019
Der Alliance of American Football Protect or Pick Quarterback Draft war der erste Protect or Pick Quarterback Draft der Alliance of American Football (AAF). Er fand am 27. November 2018 statt und beinhaltete vier Runden. Die acht Teams wählten dabei jeweils vier Quarterbacks aus. Wählbar waren über 50 Quarterbacks. Der Draft fand im HyperX Esports Arena Las Vegas in Las Vegas, Nevada, statt und wurde live auf dem CBS Sports Network übertragen.

## Regeln
Alle Quarterbacks, die einen Vertrag bei der AAF unterschrieben hatten, waren auswählbar. Diese waren teilweise nach dem letzten Team in der National Football League (NFL) oder Canadian Football League (CFL) für das sie gespielt hatten oder ihrem College einem regionalen AAF-Team zugeordnet worden. Spieler ohne eine derartige Zuordnung waren Free Agents. Die Teams hatten im Draft die Möglichkeit entweder einen ihnen zugeordneten Quarterback zu schützen (Protect) oder einen anderen auszuwählen (Pick). Das Schützen war nur mit der Erstrundenwahl möglich. Wählte ein Team die Option keinen Spieler zu schützen, so durfte die Mannschaft erst wählen, nachdem alle anderen Teams entweder einen Spieler geschützt hatten oder sich dagegen ausgesprochen hatten.

## Draftreihenfolge
| 1.      | San Diego Fleet        |
| 2.      | Birmingham Iron        |
| 3.      | Arizona Hotshots       |
| 4.      | Orlando Apollos        |
| 5.      | Atlanta Legends        |
| 6.      | Salt Lake Stallions    |
| 7.      | Memphis Express        |
| 8.      | San Antonio Commanders |
| Quelle: |                        |

## Auswahl
| Rnd.    | Pick # | AAF-Team               | Spieler              | College            | Anm.      |
| ------- | ------ | ---------------------- | -------------------- | ------------------ | --------- |
| 1       | 1      | San Diego Fleet        | Josh Johnson         | San Diego          | Protected |
| 1       | 2      | Atlanta Legends        | Aaron Murray         | Georgia            | Protected |
| 1       | 3      | Memphis Express        | Troy Cook            | UT Martin          | Protected |
| 1       | 4      | San Antonio Commanders | Dustin Vaughan       | West Texas A&M     | Protected |
| 1       | 5      | Birmingham Iron        | Luis Perez           | Texas A&M–Commerce |           |
| 1       | 6      | Arizona Hotshots       | Trevor Knight        | Texas A&M          |           |
| 1       | 7      | Orlando Apollos        | Garrett Gilbert      | SMU                |           |
| 1       | 8      | Salt Lake Stallions    | Josh Woodrum         | Liberty            |           |
| 2       | 9      | San Diego Fleet        | Mike Bercovici       | Arizona State      |           |
| 2       | 10     | Birmingham Iron        | Blake Sims           | Alabama            |           |
| 2       | 11     | Arizona Hotshots       | John Wolford         | Wake Forest        |           |
| 2       | 12     | Orlando Apollos        | Stephen Morris       | Miami (FL)         |           |
| 2       | 13     | Atlanta Legends        | Matt Simms           | Tennessee          |           |
| 2       | 14     | Salt Lake Stallions    | B. J. Daniels        | South Florida      |           |
| 2       | 15     | Memphis Express        | Christian Hackenberg | Penn State         |           |
| 2       | 16     | San Antonio Commanders | Marquise Williams    | North Carolina     |           |
| 3       | 17     | San Antonio Commanders | Logan Woodside       | Toledo             |           |
| 3       | 18     | Memphis Express        | Brandon Silvers      | Troy               |           |
| 3       | 19     | Salt Lake Stallions    | Austin Allen         | Arkansas           |           |
| 3       | 20     | Atlanta Legends        | Peter Pujals         | Holy Cross         |           |
| 3       | 21     | Orlando Apollos        | Austin Appleby       | Florida            |           |
| 3       | 22     | Arizona Hotshots       | Quinn McQueary       | Montana Tech       |           |
| 3       | 23     | Birmingham Iron        | Scott Tolzien        | Wisconsin          |           |
| 3       | 24     | San Diego Fleet        | Philip Nelson        | East Carolina      |           |
| 4       | 25     | San Antonio Commanders | Dalton Sturm         | UTSA               |           |
| 4       | 26     | Memphis Express        | Zach Mettenberger    | LSU                |           |
| 4       | 27     | Salt Lake Stallions    | Matt Linehan         | Idaho              |           |
| 4       | 28     | Atlanta Legends        | Justin Holman        | UCF                |           |
| 4       | 29     | Orlando Apollos        | Kevin Anderson       | Fordham            |           |
| 4       | 30     | Arizona Hotshots       | Jack Heneghan        | Dartmouth          |           |
| 4       | 31     | Birmingham Iron        | Alek Torgersen       | Penn               |           |
| 4       | 32     | San Diego Fleet        | Alex Ross            | Coastal Carolina   |           |
| Quelle: |        |                        |                      |                    |           |